# آدودو کوناته
آدودو کوناته (انگلیسی: Adoudou Konaté؛ زادهٔ ۱۴ آوریل ۱۹۹۴) بازیکن فوتبال اهل مالی است.
وی همچنین در تیم ملی فوتبال Mali بازی کرده‌است.